# José Álvarez Junco
José Álvarez Junco (Viella, Vall d'Aran, 1942) és un historiador espanyol i considerat lleonès (nascut a Viella però educat a Zamora), catedràtic d'Història en la Universitat Complutense de Madrid. Entre 1992 i 2000 va ocupar la càtedra Príncep d'Astúries de la Universitat Tufts (Boston) i va dirigir el seminari d'Estudis Ibèrics del Centre d'Estudis Europeus de la Universitat Harvard. Director del Centro de Estudios Políticos y Constitucionales i per virtut d'aquest càrrec, Conseller d'Estat. En 2002 va rebre el Premi Nacional d'Assaig que concedeix el Ministeri de Cultura.

## Obres
- La Comuna en España, Siglo XXI (1971)[1] ISBN 84-323-0060-8
- La ideología política del anarquismo español, 1868-1910[2] (1976)[3] ISBN 84-323-0212-0
- Panfletos revolucionarios (1977), Madrid, Ayuso. (Junto a Piotr Alekseevich Kropotkin) ISBN 84-336-0138-5
- Los movimientos obreros en el Madrid del siglo XIX (1981), Ayuntamiento de Madrid. ISBN 84-500-5087-1
- Periodismo y política en el Madrid de fin de siglo: el primer lerrouxismo (1983), Ayuntamiento de Madrid. ISBN 84-500-8981-6
- Lecciones de derecho político (1984), Centro de Estudios Constitucionales. (Con Juan Donoso Cortés) ISBN 84-259-0711-X
- El "Emperador del Paralelo". Alejandro Lerroux y la demagogia populista (1990), Alianza Editorial.[4] ISBN 84-206-9605-6
- Mater Dolorosa. La idea de España en el siglo XIX, Taurus Ediciones, 2001. ISBN 84-306-0441-3 Premi Nacional d'Assaig en 2002 i Premi Fastenrath de la Real Academia Española en 2003. Fa una aproximació des de l'anàlisi historiogràfica i allunyat de l'essencialisme que va dominar l'antic debat sobre l'Ésser d'Espanya. Arran d'aquesta obra i pel context polític, va tenir una interessant polèmica amb Antonio Elorza sobre la idea de nació espanyola.
- El nombre de la cosa: debate sobre el término "nación" y otros conceptos relacionados (2005) (Junt amb Ferran Requejo Coll i Justo Beramendi González), Centro de Estudios Políticos y Constitucionales, 2005. ISBN 84-259-1314-4
- La Guerra de la Independencia: héroes, villanos y víctimas (1808-1814) (2008), (Junto con Jean-René Aymes), Lérida, Milenio. ISBN 978-84-9743-206-1
- Historia y mito: saber sobre el pasado o cultivo de identidades (2011)
- La mirada del historiador: un viaje por la obra de Santos Juliá (2011), con Mercedes Cabrera.
- Las historias de España: visiones del pasado y construcción de identidad (2013) (coord.), tomo de la colección Historia de España Volumen 12 (dirección Josep Fontana i Ramón Villares) Barcelona, Crítica ISBN 978-84-9892-522-7
- Dioses útiles. Naciones y nacionalismos (2016), Barcelona, Galaxia Gutenberg, ISBN 978-84-16495-44-3[5]